# Chủ nghĩa chống trí thức
Chủ nghĩa chống trí thức là khuynh hướng công kích, ngờ vực giới trí thức, thường được thể hiện qua hình thức chế nhạo, xem thường nền giáo dục, triết lý, văn chương, nghệ thuật và khoa học cho đó là không thực dụng và đáng khinh.
Chủ nghĩa chống trí thức thường là một khía cạnh của chế độ độc tài toàn trị để áp bức giới bất đồng chính kiến. Những biện luận của đảng Quốc xã Đức thường có khuynh hướng bài trí thức, kể cả những luận chiến chính trị của Adolf Hitler, chẳng hạn như trong quyển sách Mein Kampf. Chủ nghĩa này tệ hại nhất vào cuối thập niên 1970 khi đảng cộng sản Khmer Đỏ, dưới sự lãnh đạo của Pol Pot, lên nắm quyền, nhiều người đã bị giết vì cho là có học vấn, hay chỉ vì đeo mắt kiếng.